# Kolumne
Die Kolumne (von der Kolumne des Spaltensatzes, von lateinisch columna ‚Stütze‘, ‚Säule‘) bezeichnet in der Presse einen kurzen Meinungsbeitrag als journalistische Kleinform. Der Autor einer regelmäßig erscheinenden Kolumne wird Kolumnist genannt.

## Geschichte
Das Wort ,Kolumne‘ wurde seit dem 16. Jahrhundert im Sinn einer Spalte im Drucksatz gebraucht, anschließend ging der Sinn auf das Format in einer Zeitung über. In der Bedeutung eines Zeitungsartikels ist das englische Wort ,column‘ seit 1785 in Gebrauch, das Wort ,columnist‘ als Autor von Kolumnen seit 1915. Im Deutschen ist das Wort „Kolumnist“ als Anglizismus seit den 1950er Jahren in Gebrauch.
Der erste Zeitungskolumnist war John Hill, der am 11. März 1751 mit einer täglichen Kolumne im London Advertiser und in der Literary Gazette begann. Er schrieb unter dem Pseudonym „The Inspector“ (Der Inspektor). Der erste in Österreich aktive Kolumnist war Wolfgang Kornke in den Jahren 1810 bis 1818. Viele später bekannt gewordene Schriftsteller waren als Kolumnisten tätig, bevor ihnen der Durchbruch als Autor gelang. „Kolumnismus ist Personalisierung.“ Bereits arrivierten Schriftstellern werden von Zeitungsverlagen lukrative Honorare geboten, um den Werbeeffekt ihres berühmten Namens für die Leser-Blatt-Bindung zu nutzen. Ähnliches gilt für nicht mehr aktive Politiker. Außerhalb des deutschen Sprachraums, insbesondere in den USA und in den romanischen Ländern sowie in Lateinamerika, arbeiten häufig auch erfolgreiche Schriftsteller gleichzeitig und nicht primär aus finanziellen Gründen als Kolumnisten, entweder regelmäßig für dasselbe Blatt oder als Gastkolumnisten in verschiedenen Medien.

## Printmedien
In den Printmedien steht der Begriff vor allem für eine journalistische Form. Es handelt sich um einen kurzen Meinungsbeitrag, der sich meist über nicht mehr als eine Zeitungsspalte erstreckt. Diese Kolumnen erscheinen meist regelmäßig an gleicher Stelle mit gleichem Titel, wie das in Auswahl als eigenes Buch erschienene Streiflicht auf der ersten Seite der Süddeutschen Zeitung. Häufig gibt es sie auch als Namenskolumne eines einzelnen Autors. So hat beispielsweise Die Tageszeitung (taz) in jeder Ausgabe eine feste Namenskolumne, die jeden Wochentag wechselt. Gelegentlich gelten Kolumnen als wichtiges Traditions- und Kundenbindungsmotiv für Zeitungsleser. Oft wird die Kolumne auch vom Herausgeber der Druckschrift in Form eines Editorials zur Darlegung der Blattlinie und als Stellungnahme zu aktuellen Ereignissen benutzt. Der Kolumne nahestehend, und nicht immer klar von ihr zu unterscheiden, sind die Glosse, die Causerie und der Kommentar. Neben Journalisten verfassen auch Schriftsteller und Satiriker Kolumnen in Zeitungen und Magazinen. „Die Kolumne ist eine der wenigen [journalistischen] Stilformen, in denen das Ich erlaubt ist.“

## Onlinemedien
In Onlinemedien sind Kolumnen in Form von Texten und Videos ein verbreitetes Genre. Der Spiegel (bis 2019 Spiegel Online) hat verschiedene wöchentliche Kolumnen mit unterschiedlichen politischen Positionen. Insbesondere der konservative Kolumnist Jan Fleischhauer und die feministische Autorin Margarete Stokowski wurden dort als gegensätzliche Pole wahrgenommen. Arno Frank schrieb 2020 in einem Beitrag für Taz.Futurzwei mit der Überschrift „Fleischhauer oder Stokowski?“, die beiden stünden sich „wie verfeindete Meinungswarlords“ gegenüber.

## „Kolumnismus“
Der Journalist Knut Cordsen sprach in einem Beitrag im Bayerischen Rundfunk 2020 von einem „Zeitalter des Kolumnismus“ und verwendete damit einen Begriff, den Ulrike Meinhof 1969 in einem Artikel im Magazin Konkret geprägt hat. Sie beschreibt darin die gesellschaftliche Funktion von Kolumnisten: „Kolumnisten haben Entlastungsfunktionen. So wird der Eindruck erweckt, in dieser Zeitung dürfe geschrieben werden, wie und was die Schreiber wollen […]. Sie werden relativ gut  bezahlt, ihre Namen werden fett gedruckt. Kolumnen sind Luxusartikel, Kolumnisten sind Stars, in ihrer Badewanne sind sie Kapitän.“ Maxim Biller schrieb 1996 eine Zeit-Kolumne mit dem Titel „Kolumnistisches Manifest“ in Anspielung auf das Kommunistische Manifest; „Der Kolumnismus hat […] über den Kommunismus gesiegt“ hieß es 2008 bei Kurt Kister in der Süddeutschen Zeitung; und Axel Hacke veröffentlichte 2017 ein Buch unter dem Titel Das kolumnistische Manifest.

## Bekannte Kolumnisten
Bekannte Kolumnisten im deutschsprachigen Raum sind
- Ferda Ataman
- Franziska Augstein
- Jakob Augstein
- Mark Benecke
- Marie von den Benken
- Sibylle Berg
- Micky Beisenherz
- Maxim Biller
- Nikolaus Blome
- Henryk M. Broder
- Martin Buchholz
- Saba-Nur Cheema & Meron Mendel
- Samira El Ouassil
- Carolin Emcke
- Thomas Fischer
- Jan Fleischhauer
- Nico Fried[13]
- Katja Gloger
- Mathias Greffrath
- Steffen Grimberg[14]
- Elke Heidenreich
- Felix Holtermann
- Paula Irmschler
- Hans-Ulrich Jörges
- Josef Joffe
- Birgit Kelle
- Mely Kiyak
- Henriette Kuhrt
- Susanne Leinemann
- Sascha Lobo
- Volker Looman
- Robert Löffler
- Jagoda Marinić
- Harald Martenstein
- Matthias Matussek
- Rainer Meyer alias "Don Alphonso"
- Friedrich Nowottny
- Heribert Prantl
- Elisabeth Raether
- Gero von Randow
- Rezo
- Ilja Richter
- Christiane Schulzki-Haddouti
- Gunnar Schupelius
- Bastian Sick (Zwiebelfisch)
- Gabor Steingart
- Margarete Stokowski
- Martin Suter
- Franz Josef Wagner
- Marina Weisband
- Hengameh Yaghoobifarah
- Renée Zucker

Bekannte satirische Kolumnisten im deutschsprachigen Raum sind
- Walter Boehlich
- Leo Fischer
- Stefan Gärtner
- Max Goldt
- Eckhard Henscheid
- Florian Schroeder
- Heinz Strunk

Bekannte bereits verstorbene Kolumnisten im deutschsprachigen Raum sind 
- Reinhard Baumgart (1929–2003)
- Peter Bichsel (1935–2025)
- Peter Boenisch (1927–2005)
- Wiglaf Droste (1961–2019)
- Anneliese Friedmann (1927–2020)
- Heinz Haber (1913–1990)
- Erich Kuby (1910–2005)
- Ulrike Meinhof (1934–1976)
- Horst Stern (1922–2019)
- Roger Willemsen (1955–2016)

Weitere bekannte Kolumnisten sind
- Woody Allen
- Maeve Binchy (1939–2012)
- Martin Gardner (1914–2010)
- Alfred Grosser (1925–2024)
- Charles Krauthammer (1950–2018)
- Maarten ’t Hart